# Мрежов слой в OSI модела
Мрежовият слой е третият слой на OSI модела. В него се установява маршрута между компютъра източник и компютъра получател. Този слой няма вграден механизъм за откриване и съответно коригиране на грешки по време на предаване и разчита на надеждната услуга за предаване от страна на каналния слой.
Мрежовото ниво се използва за установяване на комуникация между компютърни системи извън локалния LAN сегмент. Той има своя собствена маршрутна адресна архитектура, отделна и различна от тази на каналния слой.
Маршрутизиращите протоколи включват: IP, IPX, Apple Talk и др. Те предават съобщения от начало докрай през няколко междинни възела (hops), като използват уникални мрежови адреси и механизъм на маршрутизация. Обикновено мрежите са с комутация на пакети, като всеки пакет може да има индивидуален маршрут. Мрежите с комутация на канали използват еднакъв маршрут за всички пакети.
Използването на мрежовото ниво не е задължително. То се изисква само ако компютърните системи се намират в различни мрежови сегменти, отделени чрез маршрутизатор.